# Aracana
Aracana is een geslacht van straalvinnige vissen uit de familie van de doosvissen (Aracanidae).

## Soorten
- Aracana aurita (Shaw, 1798)
- Aracana ornata (Gray, 1838)